# Vincent Damphousse
Vincent Damphousse (ur. 17 grudnia 1967 w Montrealu) – kanadyjski zawodowy hokeista. W latach 1986–2004 występował w lidze NHL na pozycji centra. Wybrany z numerem 6 w pierwszej rundzie draftu NHL w 1986 roku przez Toronto Maple Leafs. Grał w drużynach: Toronto Maple Leafs, Edmonton Oilers, Montreal Canadiens oraz San Jose Sharks.
- Statystyki NHL:
  - W sezonach zasadniczych NHL rozegrał łącznie 1378 spotkań, w których strzelił 432 bramki oraz zaliczył 773 asysty. W klasyfikacji kanadyjskiej zdobył więc łącznie 1205 punktów. 1190 minut spędził na ławce kar.
  - W play-offach NHL brał udział 14-krotnie. Rozegrał w nich łącznie 140 spotkań, w których strzelił 41 bramek oraz zaliczył 63 asysty, co w klasyfikacji kanadyjskiej daje razem – 104 punkty. 144 minuty spędził na ławce kar.